# Judyta Paradzińska
Judyta Paradzińska-Górska, występuje także jako Judyta Paradzińska, (ur. 1964) – polska aktorka teatralna i filmowa, od lat związana z Teatrem Dramatycznym im. Jana Kochanowskiego w Opolu.

## Kariera
Absolwentka Wydziału Aktorskiego PWST im. Ludwika Solskiego w Krakowie – filii we Wrocławiu (1989). Jej debiutancką kreacją aktorską była rola Marii w Gwiazdach na porannym niebie A. Galina w reż. Giennadija Kosiukowa w Teatrze Dramatycznym im. Jana Kochanowskiego w Opolu (1989). Uznanie krytyków i rzesze nagród przyniosła jej kontrowersyjna rola Lady Makbet w Makbecie Williama Szekspira w reżyserii Mai Kleczewskiej. W rankingu „Polityki” (nr 32/2002) znalazła się wśród 34 najlepszych polskich aktorów.

## Ważniejsze role teatralne
- Maria w Gwiazdach na porannym niebie A. Galina w reż. Giennadija Kosiukowa (1989)
- Aniela w Chorym z urojenia Moliera w reż. Jana Nowary (1990)
- Karin w Eryku XIV A. Strindberga w reż. Wojciecha Zeidlera (1994)
- Doryna w Tartufe Molliera w reż. Wacława Jankowskiego (1995)
- Żabcia w Kto się boi Wirginii Woolf? E. Albee'ego w reż. Bartłomieja Wyszomirskiego (1997)
- Ewa w Dziadach albo Młodych Czarodziejach w reż. Adama Sroki (1997)
- Ewa w Papierowych kwiatach E. Wolffa w reż. Bartłomieja Wyszomirskiego (1999)
- Hildegarda w Niewinnych H. Brocha w reż. Marka Fiedora (2000)
- Eulampia Nikołajewna-Kupawina w Wilkach i owcach Aleksandra Ostrowskiego w reż. Andrzeja Bubienia (2002)
- Matka Joanna od Aniołów w Matce Joannie od Aniołów Jarosława Iwaszkiewicza w reż. Marka Fiedora (2002)
- Aktorka w Czarującym korowodzie... Wernera Schwaba w reż. Tomasza Hynka (2002)
- Hrabina Orsina w Emilia Galotti Gotholda Ephraima Lessinga w reż. Bartosza Zaczykiewicza (2003)
- Młoda w Klątwie Stanisława Wyspiańskiego w reż. Pawła Passiniego (2003)
- Lady Makbet w Makbecie Williama Szekspira w reż. Mai Kleczewskiej (2004)
- Prologus w Dożywociu Aleksandra Fredry w reż. Bartosza Zaczykiewicza (2004)
- Klytajmestra w Ifigenii w Aulidzie Eurypidesa w reż. Pawła Passiniego (2005)
- Anna w Casting/Złodziej Dembińskiej Dario Fo w reż. Tomasza Mana (2005)
- Maureen Folan w Królowej piękności z Leenane Martina McDonagha w reż. Bartłomieja Wyszomirskiego (2006)
- Wielbicielka/Gospodyni/Szefowa w Baal. Siedem aspektów baalicznego odczucia świata Bertolta Brechta w reż. Marka Fiedora (2006)
- Wokalistka w Brelu Jacques'a Brela w reż. Tomasza Koniny (2007)
- Raniewska w Wiśniowym Sadzie Antoniego Czechowa w reż. Tomasza Koniny
- Muza w Aktorach prowincjonalnych Agnieszki Holland w reż. Agnieszki Holland i Anny Smolar (2008)

## Filmografia
- 2004–2008: Pierwsza miłość – jako pacjentka
- 2004: Świat według Kiepskich – jako kobieta
- 2007: Biuro Kryminalne – jako Julita Turkiewicz
- 2008: Cztery noce z Anną – jako sędzia
- 2018: Ślad – matka Lary Gałeckiej

## Nagrody
- 2000: Złota Maska za najlepszą kreację aktorską
- 2004: nagroda aktorska XXIX Opolskich Konfrontacji Teatralnych
- 2004: Złota Maska dla najlepszej aktorki
- 2005: Aktorskie Grand Prix 45. Kaliskich Spotkań Teatralnych
- 2005: Złota Maska za najlepszą kreację aktorską
- 2009: Złota Maska za najlepszą kreację aktorską
- 2009: nagroda aktorska XXXIV Opolskich Konfrontacji Teatralnych